# Concierto para violín (Dvořák)

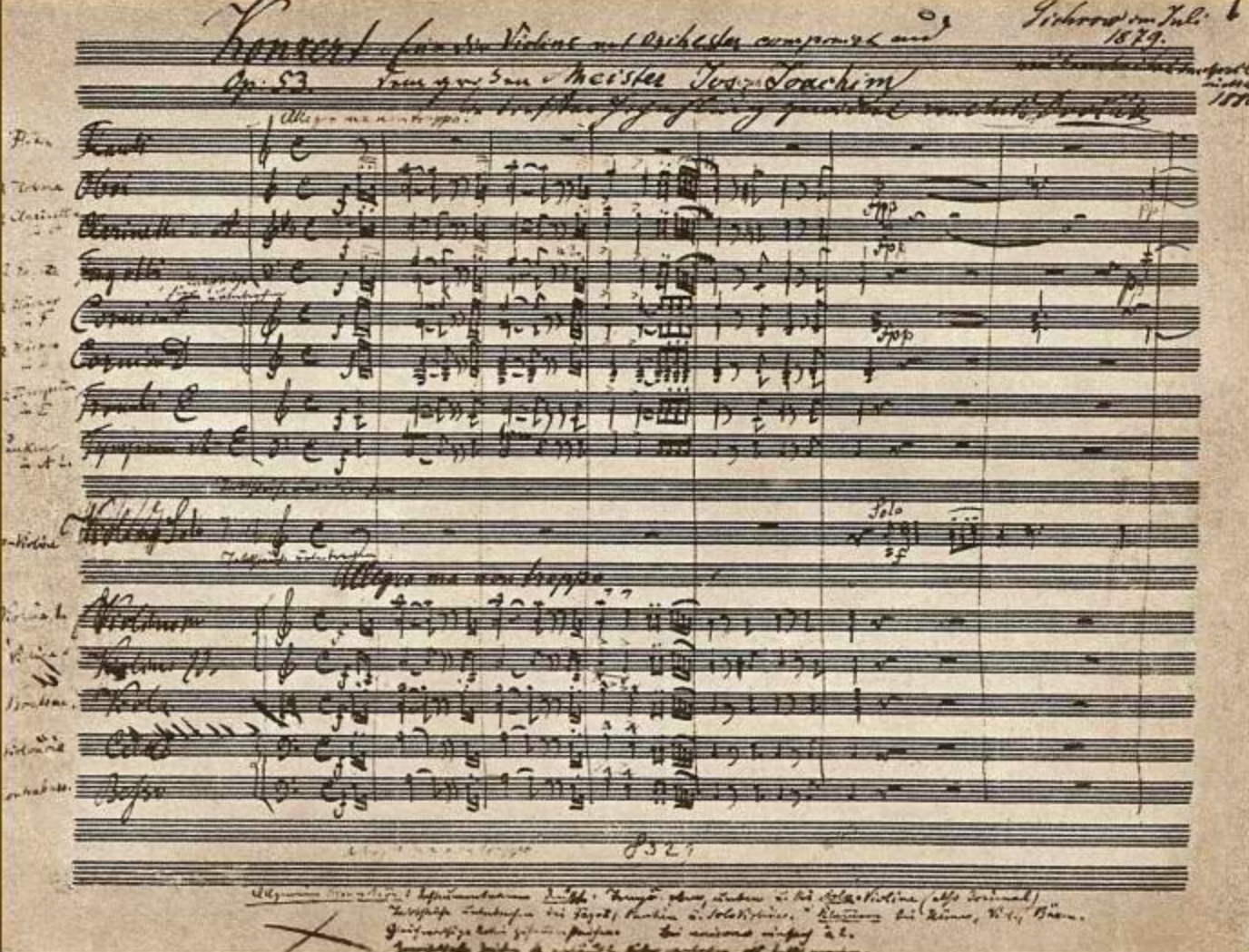
Primera página del manuscrito autógrafo del "Concierto para violín" de Dvořák.

El Concierto para violín en la menor, Op. 53 (B. 108), es un concierto para violín y orquesta, compuesto por Antonín Dvořák en 1879. Fue estrenado en Praga en 1883 por František Ondříček, que también realizó los estrenos de Viena y Londres. Hoy en día sigue siendo una obra importante en el repertorio de violín.

## Historia
Dvořák se inspiró para escribir el concierto después de la reunión que mantuvo con Joseph Joachim, en 1878, y compuso la obra con la intención de dedicársela. Sin embargo, cuando terminó el concierto en 1879, Joachim se volvió escéptico al respecto. Joachim era un estricto clasicista y se opuso, entre otras cosas, al brusco truncamiento del tutti orquestal del primer movimiento. A Joachim tampoco le gustó el hecho de que la recapitulación fuera tan corta y que llevara directamente al segundo movimiento lento. También se supone que estaba molesto con la persistente repetición presente en el tercer movimiento. Sin embargo, Joachim nunca dijo nada de manera directa y en su lugar alegaba que se encontraba editando la parte solista. Nunca llegó a tocar la pieza en público.
Después de varias revisiones, la obra fue estrenada en Praga, en 1883, con el violinista Frantisek Ondrícek, quien también lo tocó en Londres y Viena.

## Instrumentación
El concierto está escrito para violín solista y una orquesta que consta de 2 flautas, 2 oboes 2 clarinetes (en la), 2 fagotes, 4 trompas, 2 trompetas, timbales y cuerdas.

## Estructura
Su estructura es la clásica de tres movimientos rápido-lento-rápido.
1. Allegro ma non troppo
2. Adagio ma non troppo
3. Finale: Allegro giocoso ma non troppo